# Michel Sauvageau
Michel Sauvageau était un avocat au parlement de Bretagne au XVIIIe siècle.
Il est l'auteur d'un ouvrage qui non seulement permet de rassembler les us et coutumes de son pays, mais aussi d'expliquer et d'interpréter avec une grande clarté les décrets et lois dont le sens est le plus opaque pour le profane. Le second tome expose la coutume bretonne telle qu'elle existe dans sa forme traditionnelle, comprenant les anciennes constitutions, arrêts et règlements des rois et ducs de Bretagne, ainsi que de nombreuses annotations qui y joignent les ordonnances de la Conférence de la nouvelle Coutume. 

## Publications
- Coutumes de Bretagne, avec les commentaires et observations pour l'intelligence, le véritable sens & l'usage des articles obscurs, suivant les édits, déclarations, ordonnances & arrêts de règlements rendus depuis la dernière réformation de ce coutume. Suivi de La Très-ancienne coutume de Bretagne. Rennes, Joseph Vatar, 1737, 2 vol.
- Les plus solemnels Arrests et Reglements donnez au Parlement de Bretagne.  - Recueillis par Messire Noël Dufail, Sieur de la Hérissais, Conseiller au Parlement - avec les annotations de Maître Maturin Sauvageau, Avocat à la Cour - revus, corrigez & augmentez d'observations (marquées d'une main) par Maître Michel Sauvageau, son fils, Célèbre Avocat au même Parlement - Nantes, Chez Jacques Mareschal - 1715 - 2 volumes In-4.